# South Lake Tahoe

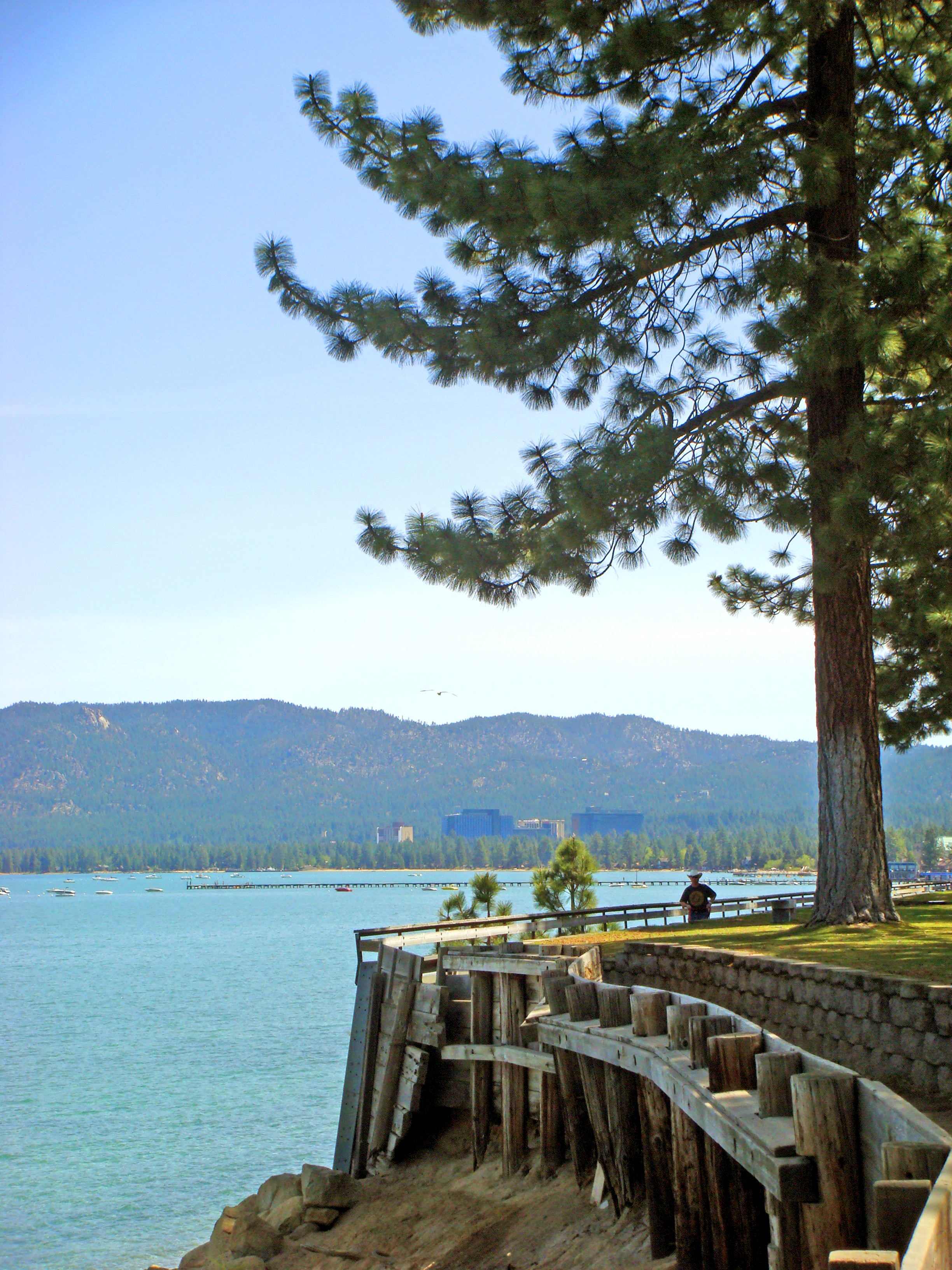
De Lake Tahoe walk way

South Lake Tahoe is een plaats in El Dorado County in Californië in de VS. De plaats is gelegen aan Lake Tahoe.

## Geografie
De totale oppervlakte van South Lake Tahoe bedraagt 42,7 km², waarvan 26,1 km² uit land en 16,7 km² uit water bestaat.

## Demografie
Volgens de census van 2000 bedroeg de bevolkingsdichtheid 906,1/km² en bedroeg het totale bevolkingsaantal 23.609. Er waren 9410 gezinnen en 5391 families in South Lake Tahoe. De gemiddelde gezinsgrootte bedroeg 2,50. De etnische verdeling was:
- 75,73% blanken
- 0,75% zwarten of Afrikaanse Amerikanen
- 0,97% inheemse Amerikanen
- 6,01% Aziaten
- 0,17% mensen afkomstig van eilanden in de Grote Oceaan
- 12,48% andere
- 3,90% twee of meer rassen

Bovendien identificeert 26,66% van de bevolking zich als Hispanic of Latino.

## Politiek en bestuur
Zoals veel steden in Amerika, maakt South Lake Tahoe gebruik van een mayor-council system. De huidige burgemeester is Hal Cole.
Voor de Senaat van Californië ligt South Lake Tahoe in het eerste district, dat vertegenwoordigd wordt door de Republikein Ted Gaines. Voor de verkiezing van vertegenwoordigers in het Assembly of lagerhuis van Californië, valt de stad binnen het vierde district, dat vertegenwoordigd wordt door de Republikeinse Beth Gaines, echtgenote van Ted Gaines. South Lake Tahoe maakt deel uit van het vierde district van Californië voor de verkiezing van een vertegenwoordiger in het Huis van Afgevaardigden. De huidige afgevaardigde is de Republikein Tom McClintock.

## Plaatsen in de nabije omgeving
De onderstaande figuur toont nabijgelegen plaatsen in een straal van 24 km rond South Lake Tahoe.

## Geboren
- Maddie Bowman (10 januari 1994), freestyleskiester